# François de La Rochefoucauld
François, Duque de La Rochefoucauld (Paris, 15 de setembro de 1613 – Paris, 17 de março de 1680) foi um moralista francês, François 6.º, príncipe de Marcillac e, mais tarde, duque de La Rochefoucauld, nasceu em Paris a 15 de setembro de 1613 e morreu na mesma cidade na noite de 16 para 17 de março de 1680. São de Rochefoucauld as famosas frases: "O orgulho é igual em todos os homens (ricos ou pobres), só diferem os meios e as maneiras de mostrá-los"; e "A hipocrisia é uma homenagem que o vício presta à virtude".

## Biografia
Em 1628, aos catorze anos, casou-se com Andrée de Vivonne, com quem teve quatro filhos e três filhas. Aristocrata, foi destinado à carreira militar, tendo participado da campanha da Itália em 1629. Envolvendo-se em intrigas contra o cardeal Richelieu, em favor da rainha Ana da Áustria, foi preso e exilado em Verteuil, no ano de 1631. Depois da morte de Richelieu, voltou a conspirar contra a corte, tendo participado ativamente da Fronda, a guerra civil que agitou a França entre 1648 e 1653.
Em 1652, gravemente ferido nos olhos, encerrou sua carreira de soldado e conspirador. Passou em Paris os últimos anos de sua vida, destacando-se nos salões literários, especialmente no de Madame de Sablé.
La Rochefoucauld foi um dos introdutores, e certamente o maior cultor do gênero de máximas e epigramas, divertimento social que ele transformou em gênero literário, escrevendo textos de profundo pessimismo. Seu mais famoso livro, "Reflexões ou sentenças e máximas morais", apareceu pela primeira vez em 1664.
Até a quinta edição do livro, La Rochefoucauld foi condensando suas máximas, ao mesmo tempo em que abrandava o tom, restringindo o seu amargor. Espírito cáustico, amargurado, ele atribui ao amor-próprio um papel preponderante na motivação das ações humanas. Todas as qualidades da nobreza – as falsas virtudes – têm a movê-las o egoísmo e a hipocrisia, atributos inerentes a todos os homens.
Segundo La Rochefoucauld, que é compreendido como um pessimista desencantado com o gênero humano, a necessidade de estima e de admiração está por trás de toda manifestação de bondade, sinceridade e gratidão.
Além das "Reflexões", La Rochefoucauld escreveu sua autobiografia, "Memórias de MDLR sobre as intrigas com a morte de Luís XIII, as guerras de Paris e da Guiana e a prisão dos príncipes", que engloba o período entre 1624 e 1632, e que de uma certa maneira serve de base para as conclusões desenvolvidas nas "Reflexões".
Sua obra influenciou profundamente três outros filósofos: Friedrich Nietzsche, Emil Cioran e Matias Aires.
"Por que não se lêem mais os grandes mestres da sentença psicológica? – pois, sem qualquer exagero: o homem culto que tenha lido La Rochefoucauld e seus pares em espírito e arte é coisa rara na Europa; e ainda mais raro aquele que os conheça e não os insulte".